# Chaski

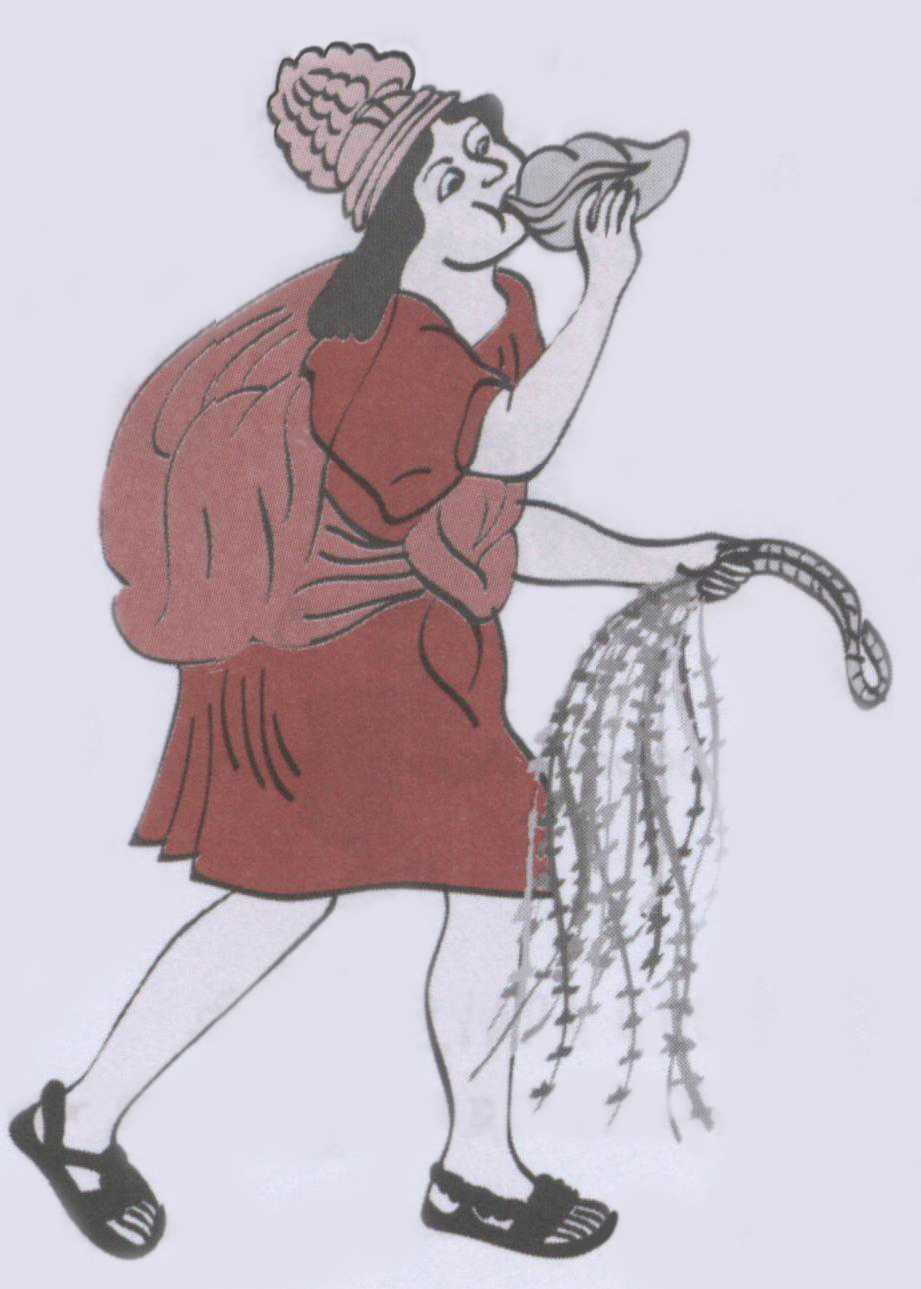
Un chaski mentre suona un pututo (conchiglia). Felipe Guamán Poma de Ayala, 1616.

I chaski o chasqui (in quechua: chaskiq, colui che riceve) erano agili e ben allenati corridori che consegnavano messaggi, documenti reali ed altri oggetti attraverso il Tahuantinsuyo (o Impero Inca), soprattutto al servizio del Sapa Inca.

## Descrizione
Secondo le cronache di Garcilaso de la Vega, i chaski grazie alla loro velocità e alla loro resistenza, portavano all'Inca, sito nella capitale Cusco, il pesce fresco dalla costa, coprendo una distanza di circa 600 km con dislivelli piuttosto elevati.
Ai chaski venivano fatti percorrere migliaia di chilometri, sfruttando lo sviluppato sistema stradale inca ed i ponti di corda inca situati sulle Ande peruviane e dell'Ecuador. Lungo la costa dell'odierno Perù, il loro tragitto correva tra Nazca e Tumbes. Le rotte chaski raggiungevano anche l'attuale territorio di Colombia, Bolivia, Argentina e Cile.
Ogni chaski portava con sé un pututu (una tromba fatta con una conchiglia), un quipu in cui erano racchiuse le informazioni, ed un qipi sulla schiena per trasportare gli oggetti da consegnare. I chaski usavano un sistema di staffette che gli permetteva di consegnare i messaggi su lunghe distanze in poco tempo. I tambo, ovvero le stazioni di posta, venivano costruiti presso i punti chiave del sistema stradale, e consistevano spesso in piccoli rifugi dotati di cibo ed acqua. I chaski partivano da un tambo correndo fino al successivo, dove un altro chasqui riposato avrebbe coperto il tratto seguente. Grazie al sistema dei chaski un messaggio poteva coprire la distanza tra Cusco e Quito in meno di una settimana.
Durante il periodo coloniale spagnolo (iniziato circa nel 1535) si diffuse la parola spagnola chasqui o chasque per indicare coloro che portavano la posta a cavallo. Il termine fu diffuso fino a tutto il XX secolo.
La caricatura di un Chaski fu usata come mascotte nell'edizione 2004 della Coppa America, ospitata quell'anno dal Perù.